# Rio Branco Atlético Clube
El Rio Branco Atlético Clube és un club de futbol brasiler de la ciutat de Vitória a l'estat d'Espírito Santo.

## Història
El 21 de juny de 1913, un grup de joves liderats per Antônio Miguez, José Batista Pavão, Edmundo Martins, Nestor Ferreira Lima, Gervásio Pimentel, i Cleto Santos fundaren un club anomenat Juventude e Vigor. El 10 de febrer de 1914 adoptà el nom Rio Branco Football Club, en referència al baró de Rio Branco. El 18 de març de 1941 adoptà l'actual nom, Rio Branco Atlético Clube. És el club amb més campionats estatals, amb més de 35 títols fins a l'any 2010.

## Palmarès
- Campeonato da Cidade de Vitória:
  - 1919, 1921, 1922, 1924, 1929
- Campionat capixaba:
  - 1930, 1934, 1935, 1936, 1937, 1938, 1939, 1941, 1942, 1945, 1946, 1947, 1949, 1951, 1957, 1958, 1959, 1961, 1962, 1966, 1968, 1969, 1970, 1971, 1973, 1975, 1978, 1982, 1983, 1985, 2010
- Campionat de Cariacica:
  - 1964, 1965, 1967, 1969, 1971
- Torneio Início do Espírito Santo:
  - 1918, 1920, 1921, 1924, 1925, 1928, 1929, 1930, 1931, 1932, 1934, 1935, 1936, 1940, 1942, 1947, 1956, 1957, 1959, 1962, 1964, 1968, 1969, 1970